# Пауль Цапп
Пауль Йоганнес Цапп (нім. Paul Johannes Zapp; 18 квітня 1904, Герсфельд, Німецька імперія — 4 лютого 1999, Бад-Арользен, Гессен, Німеччина) — оберштурмбанфюрер СС, начальник зондеркоманди 11a, яка входила до складу айнзацгрупи D і здійснювала масові вбивства на території МРСР, УРСР и РСФСР Криму, командир поліції безпеки та СД у Сімферополі. Після війни ховався під чужим ім'ям, але у 1967 році був заарештований і постав перед судом, який засудив його до довічного ув'язнення.

## Біографія
Пауль Цапп народився 18 квітня 1904 року у сім'ї фабриканта Еміля Цаппа та його дружини Вільгельміни. Виріс у сім'ї середнього класу, де велика увага приділялася протестантським звичаям, освіті та музиці. У Касселі відвідував міську школу та вище училище. У 1923 році склав іспити на атестат зрілості. Згодом проходив навчання у банку Deutsche Bank AG. Після двох років навчання вступив на роботу у батьківську фірму, але у 1928 році був змушений піти через труднощі з веденням справ. Потім недовго працював у місцевій лікарняній касі у Ротенбурзі-на-Фульді. Згодом влаштувався у фірму Borsig у Берліні торговим представником. Там він переважно займався доглядом за пенсіонерами. Через Світову економічну кризу Цаппа звільнили у 1931 році. У наступний період він жив на допомогу з безробіття. Водночас вивчав філософію й економіку в університеті Берліна. Через півтора року через нестачу коштів йому довелося покинути навчання. У 1932 році працював торговим представником фірми Shell у Берліні.
Влітку 1933 року як приватний секретар індолога Якоба Вільгельма Гауера увійшов до правління релігійної організації «Німецький рух віри» у Тюбінгені. У 1934 році під впливом Гауера вступив до лав Загальних СС (№ 107180) та СД. Своєю роботою як позаштатний співробітник СД Цапп був зобов'язаний знайомству з Вернером Бестом, який був одним з провідних ідеологів СС і СД. У службі безпеки Цапп зарекомендував себе як експерт у галузі боротьби та розшуку «ворогів». У лютому 1936 року вийшов із «німецького руху віри». Мотивами були релігійні переконання та прагнення професійного зростання, чому могло перешкодити членство в організації, яке більше не підтримувалося нацистами. У 1936 році вступив на службу до Головного управління СД. 1 травня 1937 року вступив до НСРПН (квиток № 4583288). У СД Цапп був референтом у відділі III, де йому доручили перевіряти звіти, пов'язані з релігією та світоглядом. Наприкінці 1937 року був переведений у лейтабшніт СД у Бреслау. У 1938 році був відправлений до лейтабшніту СД у Відні. Після початку Другої світової війни був відправлений у відомство керівника поліції безпеки та СД у Кракові, де набув «досвіду» у територіальному остаточному розв'язанні єврейського питання, яке полягало у розстрілах, відправленні у гетто та виселеннях. У серпні 1940 року отримав звання штурмбанфюрера СС і став «експертом у справах євреїв» в апараті СД.
У жовтні 1940 року за розпорядженням Головного управління імперської безпеки став інструктором у школі СД у Бернау під Берліном, де займався ідеологічною підготовкою співробітників СД і кандидатів на державну службу. Метою навчання було створення «цінного, політично чітко орієнтованого, безкомпромісного, переконаного та високоякісного керівництва СД». Навчальні матеріали Цаппа носили назви «Єврейство» та «Юдаїзм як опорний елемент світоглядного фронту супротивника». Євреї, за словами Цаппа, «мали єдину мету — підкорити решту всіх народів». Хибні цитати зі Старого завіту, спотворені зображення єврейських звичаїв і свят, а також пропаганда були використані як докази «світового панування євреїв», яке могло порушити лише винищенням «світового юдейства». Цапп також читав лекції про емансипацію й асиміляцію єврейського населення, яке надавало широке трактування для перерахування та характеристики єврейських організацій. Це звернення ґрунтувалося на зв'язаності узагальнень, фальсифікації історії й антисемітських стереотипів. У травні 1941 року очолив абшніт СД у Касселі.
У травні 1941 року був відряджений до саксонського міста Преч, де зібрали керівний персонал мобільних айнзацгруп. Цапп очолив зондеркоманду 11a у складі айнзацгрупи D під керівництвом Отто Олендорфа. На початку липня 1941 року зондеркоманда розпочала свій шлях у Пречі та пройшла через Відень, Пресбург, Сібіу, Сігішоара. На початку липня 1941 року команда досягла румунського міста Бирлада. Після того, як 17 липня Кишинів пав, до нього увійшла зондеркоманда. Невдовзі Цапп наказав розстріляти у місті 68 «комуністичних» євреїв. За кілька днів він наказав стратити 551 єврея. Серед жертв були і жінки, трохи згодом були вбиті діти. У серпні 1941 року зондеркоманда вступила до Миколаєва (УРСР). За наказом командира айнзацгрупи D Отто Олендорфа Цапп наказав створити гетто. У середині вересня 1941 року Цапп наказав розстріляти всіх жителів гетто у Миколаєві: від 3500 до 5000 чоловіків, жінок і дітей. У середині вересня 1941 року підрозділ знищив єврейську громаду Херсона (УРСР) чисельністю 5000 осіб. На початку листопада 1941 року команда досягла Сімферополя (РСФСР) та розосередилася по Кримському півострову (РСФСР). У процесі перших так званих «очищувальних» або «утихомирювальних» акцій спільно з іншими підрозділами СС і поліції, вермахту та місцевих колабораціоністів було знищено тисячі євреїв і комуністів. Більшість жертв розстріляли, деякі повісили, інші зазнали жорстокого поводження та тортур. З кінця 1941 року для вбивства євреїв зондеркомандою застосовувалися газвагени. У грудні 1941 року підрозділи айнзацгрупи D, зокрема й зондеркоманда 11a, знищили єврейську громаду Сімферополя, щонайменше 12000 осіб. 14 липня 1942 року став командиром поліції безпеки та СД у Генеральному окрузі Таврія зі штаб-квартирою у Сімферополі (РСФСР). 23 березня 1942 року особисто керував знищенням грецького села Лаки у Бахчисарайському районі. Влітку 1942 року після взяття Севастополя зондеркоманда 11a передислокувалася туди, зайнявши будинок на вулиці Частника. Після збору та реєстрації вона розстріляла й умертвила у газвагенах 1500 (за іншими даними 1200) євреїв із Севастополя (РСФСР). Протягом липня 1942 року підрозділ знищив 2022 євреї, виявлені серед радянських військовополонених. У листопаді 1942 року отримав звання оберштурмбанфюрера СС. У Криму (РСФСР) Цапп переслідував євреїв, проводив каральні операції проти партизанів і циган. У 1943 році отримав поранення і деякий час служив у Румунії. У квітні 1944 року Цапп отримав посаду керівника абшнита СД у Дрездені.

### Після війни
Після закінчення війни втік під ім'ям Фрідріха Бема. Наприкінці війни під цим ім'ям був захоплений американцями у Кройті на Тегернзеї, але вже у липні 1945 року був звільнений з табору для військовополонених в Оксенфурті. Після звільнення тимчасово був зайнятий у сільському господарстві, потім у Бебрі став працівником державної залізничної компанії. Згодом працював у федеральній залізничній компанії у Касселі аж до 1959 року. До 1961 року був клерком у тій самій компанії. З 1962 до 1967 рік працював торговим представником у приватній фірмі. 6 листопада 1967 року його заарештували та помістили у слідчий ізолятор.
У березні 1968 року до кримського управління КДБ СРСР надійшла інформація про те, що в Бебрі західнонімецька поліція заарештувала Пауля Цаппа, який проживав там під іншим ім'ям і розпочала розслідування його діяльності на окупованих територіях України та Молдови. Після повідомлень про арешт Цаппа радянська сторона також зайнялася пошуком доказової бази його злочинів у Криму. 28 липня 1969 року Управління КДБ Кримської області порушило кримінальну справу за фактами масового знищення цивільного населення на окупованій території, зокрема на території концтабору «Червоний» під Сімферополем. Пізніше матеріали цієї справи було передано посольству ФРН. У 2020 році матеріали слідства були розсекречені Федеральною службою безпеки та передані до Кримського республіканського краєзнавчого музею.
19 січня 1970 року розпочався судовий процес у Мюнхені, проведений судом присяжних. Крім колишнього начальника зондеркоманди на лаві підсудних були колишні службовці підрозділу: комерсант із Мюнхена Лео фон дер Рекке, редактор із Гісена Карл Генріх Ноа та технічний працівник із Вільгельмсгафена Георг Мельмаєр. Адвокатом Цаппа виступав доктор Альфред Зайдль. Щоб узаконити свої злочини, Цапп наводив так званий наказ «фюрера». Як «одержувач наказу» він заявив про «необхідність його виконання», що передбачало безкарність, і тому наказ про знищення євреїв вважав легітимним: «Наказ фюрера про ліквідацію всіх євреїв з расових причин, я не визнавав незаконним. Я дійшов висновку, що цей наказ дорівнює закону у формальному сенсі. Ця думка підкріплювалася тим, що вже було видано закони проти євреїв і після путчу Рема у пресі говорилося, що наказ фюрера був законним».
Під час свідчень Цапп намагався довести, що «його підлеглі у разі невиконання наказу чи іншої непокори могли піддатися „захисному арешту“, а це означало відправлення до концтабору чи загрозу покарання всієї родини», але при цьому він сам наполягав на беззаперечному виконанні своїх наказів. Стратегія захисту включала спробу дистанціюватися від бажання вбивати, підступності, жорстокості та расової ненависті, щоб не були висунуті кримінальні звинувачення у «низинних мотивах». Цапп також стверджував, що «ніколи не був войовничим противником євреїв», але лише дотримувався думки, що «сильний вплив юдаїзму потребував виправлення». Під «виправленням» він розумів не «знищення єврейської раси», а закінчення єврейської асиміляції. Крім того, він визнав, що масові розстріли були жорстокими, але заявив, що «іншої можливості для страти не було». При знищенні гетто у Херсоні він запевняв, що взяв до уваги страждання жертв: при знищенні 5000 осіб він наказав використати не гвинтівки, а пістолети, «для жертв цей вид страти був більш терпимим, бо стрілянина зблизька гарантувала миттєву смерть, а залпи розстрільної команди були не так сильно чутні для жертв, які чекали». Під час видачі пістолетів він «звертав увагу» на своїх людей і пояснив це наступним чином: «при проведенні розправи з карабінами виникали величезні психічні навантаження, оскільки при пострілах з гвинтівки виникали великі рани, і багато крові лилося». Цапп не виявляв жодних ознак каяття під час судового розгляду.

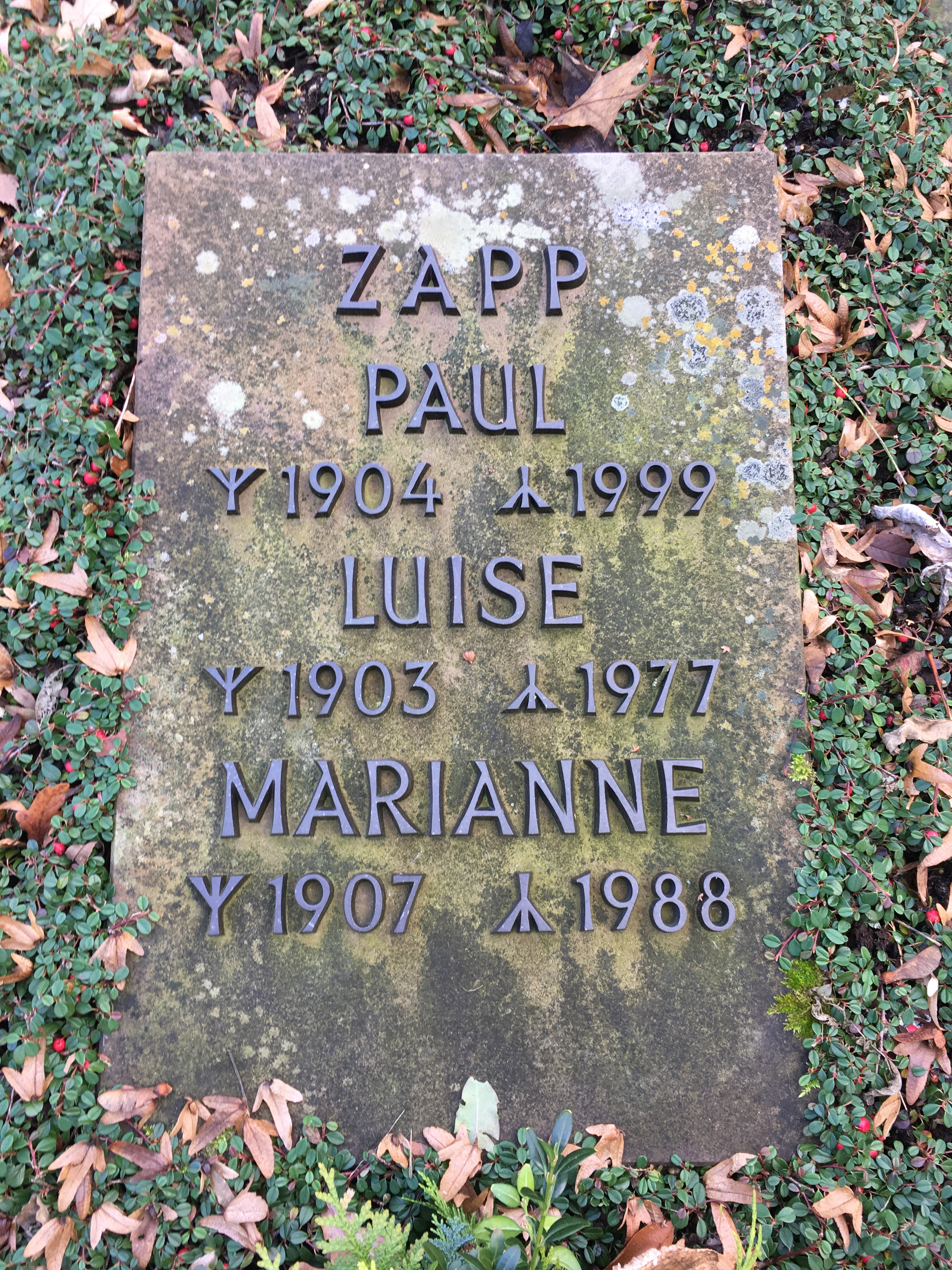
Надгробок Пауля Цаппа та його дружини

26 лютого 1970 року Цапп був засуджений до довічного ув'язнення за вбивство 13 449 осіб. Захист подав апеляцію, але 16 березня 1971 року Федеральний верховний суд ФРН відхилив її, і вирок набрав законної сили. 27 січня 1986 року його звільнили достроково. Цапп помер у лютому 1999 року у Бад-Арользені.

## Звання
- Унтерштурмфюрер СС: 30 січня 1938 року[27];
- оберштурмфюрер СС: 11 вересня 1938 року[27];
- гауптштурмфюрер СС: 30 січня 1939 року[27];
- штурмбаннфюрер СС: 1 серпня 1940 року[27];
- оберштурмбаннфюрер СС: 9 листопада 1942 року[27].

## Виноски
1. ↑  Таким евфемізмом нацисти позначали організоване ними масове знищення.